# 安德鲁·克罗姆林
安德鲁·克劳德·德拉·凯罗伊斯·克罗姆林（Andrew Claude de la Cherois Crommelin，1865年2月6日—1939年9月20日）是一位胡格诺人后裔的英国天文学家。
1865年2月6日，他出生在爱尔兰安特里姆郡库申登（Cushendun），先后就读于英国马尔伯勒学校（Marlborough College）和剑桥大学三一学院，后在格林尼治皇家天文台工作，并参加过数次日食考察，1929年至1931年间曾担任英国皇家天文学会会长。
1910年，克罗姆林与菲利普·赫伯特·考埃尔（Philip Herbert Cowell）一起共同获得了法国天文学会颁发的最高奖项—皮埃尔·让森奖（Prix Jules Janssen）。
克罗姆林曾有四个孩子，其中二位在1933年攀登恩纳代尔柱岩（Pillar Rock）时不幸丧生。
克罗姆林是一位彗星专家，曾计算了当时所谓的福布斯1928 III、科贾-温内克1873 VII 和庞斯1818 II 彗星的轨道，1929年表明这三颗彗星实为同一颗周期性彗星。因而，该彗星被起了一个笨拙的名字庞斯-科贾-温内克-福布斯彗星。1948年，在克罗姆林去世后，该彗星被改以他一人的名字命名（在当今现代命名法中，它被称为27P/克罗姆林）。这与恩克彗星的情况相类似，这颗周期性彗星是以确定它轨道人的名字，而非每次出现时所看到它的多位发现者的名字命名。
克罗姆林一生中曾参加过很多次到世界各地的日食研究。1919年他参加了到巴西索布拉尔城（Sobral），旨在确定太阳引力场能否引起光线偏转的日食远征。这次的观察结果对确认阿尔伯特·爱因斯坦在1916年提出的广义相对论起到了至关重要的作用。
安德鲁·德拉·凯罗伊斯还撰写了一本题为《恒星的故事》的天文书籍。

## 纪念
- 27P/克罗姆林彗星
- 克罗姆林环形山
- 克罗姆林撞击坑 (火星)
- 小行星 1899 克罗姆林

## 备注
1. ↑  Davidson, C. R. . Monthly Notices of the Royal Astronomical Society (Royal Astronomical Society). 1940, 100 (4): 234–36  [7 November 2015]. Bibcode:1940MNRAS.100..234.. doi:10.1093/mnras/100.4.234.
2. ↑  . The Observatory. 1940, 63 (788): 11–13  [7 November 2015]. Bibcode:1940Obs....63...11.. （原始内容存档于2021-07-09）.
3. ↑  Phillips, T. E. R. . Journal of the British Astronomical Association (British Astronomical Association). 1940, 50 (2): 75–78  [7 November 2015]. Bibcode:1939JBAA...50...75.. （原始内容存档于2021-07-09）.
4. ↑  Williams, Thomas R. . Hockey, Thomas; Trimble, Virginia; Williams, Thomas R.  (编). . New York: Springer Publishing. 2014  [7 November 2015]. ISBN 978-1-4419-9917-7. doi:10.1007/978-1-4419-9917-7_9042. （原始内容存档于2020-09-19）.
5. ↑  Meadows, A. Jack. . Oxford, England: Oxford University Press. 2004. doi:10.1093/ref:odnb/57187. |contribution=被忽略 (帮助);
6. ↑  . . University of Cambridge.